# Utterholmarna
Utterholmarna är två öar i Finland. De ligger i Finska viken och i kommunen Lovisa i den ekonomiska regionen  Lovisa i landskapet Nyland, i den södra delen av landet. Öarna ligger omkring 81 kilometer öster om Helsingfors.
Den större öns area är 0,3 hektar och dess största längd är 100 meter i öst-västlig riktning.